# Nieuw-Dordrecht

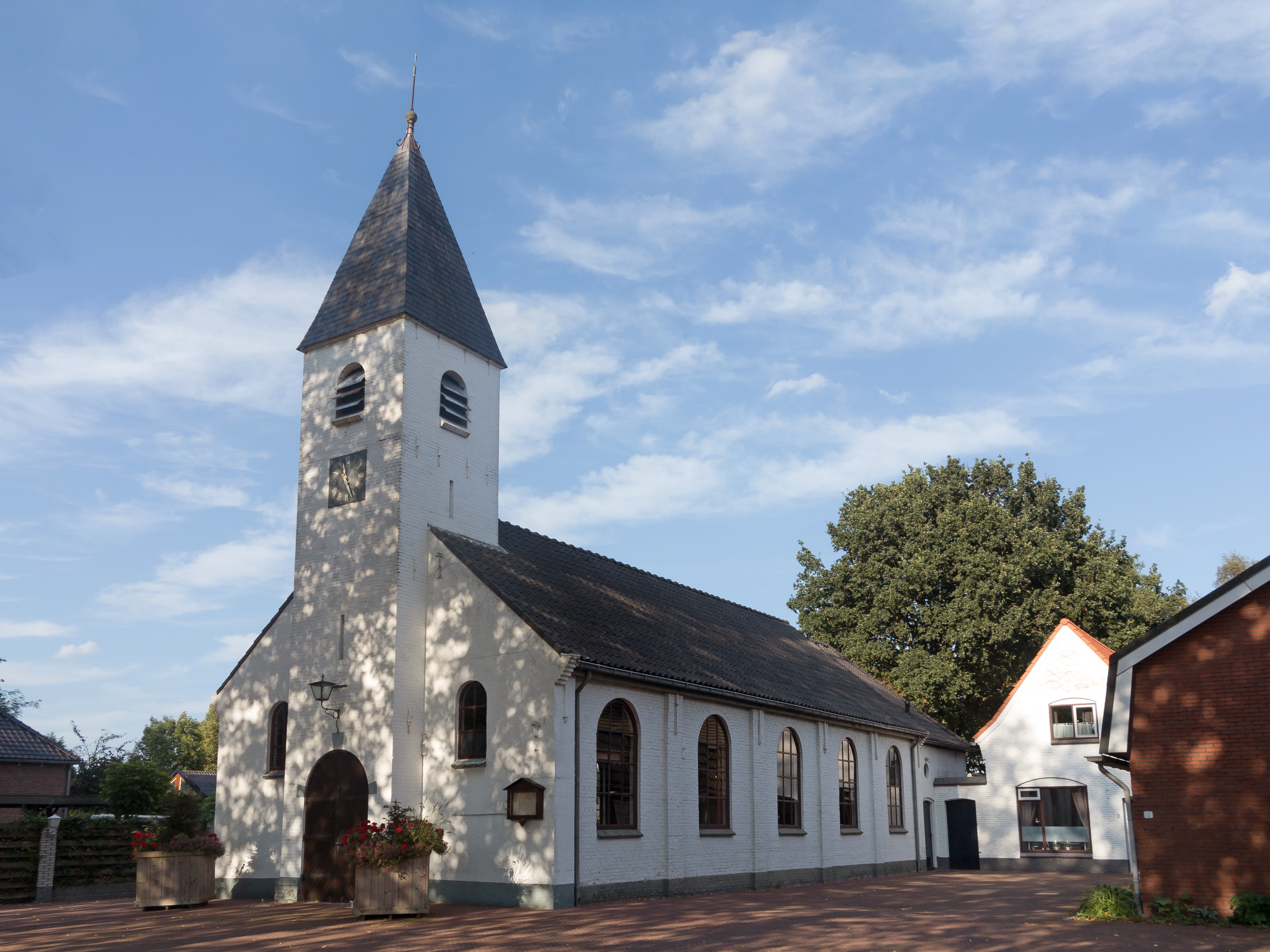
Nieuw-Dordrecht, de Hervormde kerk

Nieuw-Dordrecht (Drents: (Nei-)Dord) is een dorp in de Nederlandse provincie Drenthe, gemeente Emmen.

## Geschiedenis
Het gebied waar het huidige Nieuw-Dordrecht ligt, was midden negentiende eeuw een zandrug tussen twee hoogveengebieden: het Oosterveen en het Smeulveen. Het lag in de marke van Noord- en Zuidbarge. In 1853 werden de genoemde veengebieden door de markegenoten verkocht aan de Drentsche Veen- en Midden-Kanaal-Maatschappij, gevestigd te Dordrecht. Als voorwaarde bij de verkoop gold, dat de maatschappij een kanaal dwars door Drenthe zou graven, van Smilde naar de veengebieden bij Noord- en Zuidbarge. Dit Oranjekanaal zou een zijtak krijgen, die Oosterveen en Smeulveen moest verbinden. Het Oranjekanaal bereikte uiteindelijk inderdaad het Oosterveen, maar de zijtak naar het Smeulveen is er nooit gekomen. Hiervoor moest men door de dikke keileembodem van de hoger gelegen zandrug graven, wat op grote moeilijkheden stuitte. Bovendien waren over een korte afstand vijf sluizen nodig geweest om aan beide zijden het hoogteverschil te overbruggen. Dit werd de maatschappij te kostbaar, waardoor van de aanleg werd afgezien. Op de strook waar het kanaal de zandrug had moeten doorkruisen, de Herenstreek, bouwde de maatschappij een nederzetting voor de veenarbeiders en boeren, die er boekweit verbouwden. De nederzetting werd Nieuw-Dordrecht of Herendord genoemd. In 1856 lieten de markegenoten van Noord- en Zuidbarge ook in de lengterichting van de zandrug stukken land verdelen, die ze hoofdzakelijk verkochten aan hun eigen landarbeiders. Zo ontstond haaks op Herendord, langs het Vastenow de nederzetting Boerendord. Pas later vergroeiden de twee nederzettingen tot één dorp.
In 2013 kwam alsnog een zes kilometer lang kanaal door de Hondsrug gereed, het Koning Willem-Alexanderkanaal. Om het hoogteverschil te overbruggen is er bij Oranjedorp een spaarsluis en in het Oosterbos een koppelsluis geplaatst.

## Geografie
Nieuw-Dordrecht is een ontginningsdorp, gelegen op een zandrug (een uitloper van de Hondsrug) ten zuidoosten van de stad Emmen. Aanvankelijk was Nieuw-Dordrecht een lintdorp. Door nieuwbouw na de Tweede Wereldoorlog is er een dorpskern ontwikkeld. Het dorpsgebied bestaat verder uit landbouwgebied, deels veenontginningen, en bospercelen. Het grenst in het oosten aan het Oosterbos, waarin nog stukken hoogveen te vinden zijn. Ten westen en zuidwesten van het dorp liggen enkele grote bedrijventerreinen. Het dorp is goed bereikbaar via de N862 en de A37.

## Bezienswaardigheden
Bezienswaardig is de witte Nederlandse Hervormde Kerk uit 1874, met toren uit 1911. Daarnaast kan de Museum Collectie Brands bezocht worden, een omvangrijke privéverzameling van Jans Brands over de Drentse geschiedenis. Ook is er ieder jaar op Hemelvaartsdag een grote jaarmarkt/braderie(Koepeldag) met meer dan 10.000 bezoekers.

## Voorzieningen
Het dorp heeft een openbare basisschool, een supermarkt/slijterij, een slagerij, een cafetaria, een dorpscafé en voetbalclub DVC '59. Sinds 2014 is er in Nieuw-Dordrecht een camping.